# Jelitów
Jelitów ist ein Dorf der Gemeinde Biała Rawska im Powiat Rawski in der Woiwodschaft Łódź in Polen.

## Geographie
Jelitów liegt zehn Kilometer westlich vom Gemeindesitz Biała Rawska und 65 Kilometer südwestlich von Warschau am Fluss Białka.